# 웩슬러 아동 지능 검사
웩슬러 아동 지능 검사(Wechsler Intelligence Scale for Children, WISC)는 아동및청소년의 종합적인 인지능력 평가검사로 만6세부터 만16세 연령을 대상으로 하는 지능 검사이다. 역사적으로 웩슬러 성인 지능 검사(WAIS)와 함께 매우 신뢰도 높은 심리검사이다.

## 지능검사
소검사들로 세분화되고 서로 연관되는 차상위영역들이 형성하는 상위결과및 최상위결과가 보다 나은 심리평가를 위해 지속적이고 표준적인 작업을 통해 사용되도록 고안되어왔다.
3판이전까지는 언어영역과 수행능력평가의 대분류및 이의 하위단위가 검사되었으나 WISC 및 K-WISC 4판부터는 15개의 독립된 소단위들이 상위영역으로서 서로 잘짜여지도록 감안하여 고안됐다.
| 3판 | 4판 |
| 언어영역 - 상식 - 이해 - 계산 - 유사성 - 어휘 - 숫자주의력 - 문자-숫자 연속 수행 능력 평가 - 그림 완성 - 숫자 기호 - 블록 디자인 - 매트릭스 추론 - 그림 정렬 - 기호 찾기 - 물건 모으기 | 언어 영역(VC) - 공통성(SI) - 어휘(VC) - 상식(IN) - 이해(CO) 지각적 추론(PR) - 토막짜기(BD) - 행렬추리(MR) - 공통그림찾기(PCn) - 빠진곳 찾기(PCm) - 단어추리(WR) 작업기억(WM) - 숫자(DS) - 산수(AR) - 순차연결(LN) 처리속도(PS) - 동형찾기(SS) - 기호쓰기(CD) - 선택(CA) |

위스크(WISC)와 케이위스크(K-WISC)4판은 보다 순수한 지적 인지능력을 알아보는데 주안을 두도록 개발되었으며 따라서 소검사에 더 집중하고 이로써  대폭적인 보충검사로의 이관을 선택하도록 하고있다. 이러한 개정 변화의 취지는 유동적인 추론능력과  작업기억을 사용한 인지적인 처리 과정을 알아보는 영역이 아동및 청소년에게 있어서 매우 중요하며 이러한 기초적이고 순수한 인지능력의 검사가 다른 부수적인 영역으로부터 잘 이해될수있도록 선택적으로 분리하고있다.

## K-WISC
케이-위스크(K-WISC)는 한국판 WISC로 불리는 웩슬러 아동지능검사이다. 한국판 표준화작업은 곽금주교수,오상우교수,김청택교수에 의해서 진행되었다.
검사시간은 65분에서 80분을 감안하고있다. 한국적 특성을 고려하여 표준화작업을 거친 신뢰도 높은 아동지능검사로 받아들여지고있다.
한편 특히 한국 심리학 전문가는 위스크 지능검사가 지능지수의 일시적이고 단편적인 측정에 머무르는것을 우려하며  장시간에 걸친 지속적이고 보다 더 나은 정보로서 피검자에게 활용된다는 전제하에 지능지수 검사의 취지를 강조하고있다는데 주목할 필요가 있다.

## 같이 보기
- 감성지수
- MMPI
- 로샤검사
- 벤더-게슈탈트 검사